# Emma de Sigaldi
Emma de Sigaldi, née Emma Lackner à Karlsruhe en Allemagne le 22 décembre 1910,et décédée à Monaco le 23 octobre 2010, est une artiste monégasque.

## Biographie
Emma Lackner reçoit une formation artistique auprès d'artistes du Bauhaus et commence très jeune une carrière de danseuse avec Mary Wigman à Dresde qui la forme à sa technique de danse libre en solo. Elle côtoie aussi la danseuse russe Anna Pavlova et devient prima ballerina à Munich à 17 ans. Elle poursuit une carrière indépendante de danse en solo qui lui fait rencontrer à Baden-Baden le comte Felix de Sigaldi qui l'épouse.
Elle commence alors une carrière de sculpteur à Monaco où elle réalise de nombreuses œuvres que l’on trouve dans la Principauté de Monaco : « le plongeur » de la piscine ou « la colonne de la vie » de la place des moulins, entre autres.
Sa carrière devient internationale avec des expositions à Paris, São Paulo, Séville, Hong Kong, Milan, Rome, Florence, Chiba et Osaka, Berlin, Prague et Saint-Pétersbourg où elle  reçoit de nombreuses distinctions.
Ses archives de danseuse sont à la Deutsches Tanzarchiv de Cologne.
Le Nouveau Musée national de Monaco dispose dans ses collections d'une cinquantaine d'oeuvres, de modèles en plâtre, de dessins et d'archives de l'artiste.
Un film biographique a été réalisé par Pierre Remy.